# Radeon R 200 (серія відеокарт)
AMD Radeon R5/R7/R9 200 — це сімейство графічних процесорів, розроблених AMD. Ці графічні процесори виготовляються за технологією 28 нм Gate-Last через TSMC або Common Platform Alliance.
Rx 200 була анонсована 25 вересня 2013 року на заході AMD GPU14 Tech Day. Угоди про нерозголошення були скасовані 15 жовтня, за винятком R9 290X, а попередні замовлення відкрилися 3 жовтня.

## Архітектура
- Graphics Core Next 3 (Volcanic Islands) можна знайти на продуктах під брендом R9 285 (Tonga Pro).
- Graphics Core Next 2 (Sea Islands) можна знайти на продуктах під брендами R7 260 (Bonaire), R7 260X (Bonaire XTX), R9 290 (Hawaii Pro), R9 290X (Hawaii XT) і R9 295X2 (Vesuvius).
- Graphics Core Next 1 (Southern Island) можна знайти на продуктах під брендами R9 270, 270X, 280, 280X, R7 240, 250, 250X, 265 і R5 240.
- TeraScale 2 (VLIW5) (Northern Islands або Evergreen) можна знайти на R5 235X і нижче фірмових продуктах.
- Відповідність OpenGL 4.x вимагає підтримки шейдерів FP64. Вони реалізовані шляхом емуляції на деяких графічних процесорах TeraScale (мікроархітектура).
- Для Vulkan 1.0 потрібна архітектура GCN. Для Vulkan 1.1 потрібен GCN 2 або вище[11].

### Підтримка кількох моніторів
Вбудовані контролери дисплея AMD Eyefinity були представлені у вересні 2009 року в серії Radeon HD 5000 і з тих пір присутні у всіх продуктах.

### AMD TrueAudio
AMD TrueAudio був представлений разом із серією AMD Radeon R 200, але його можна знайти лише на кристалах продуктів GCN 2/3.

### Прискорення відео
Що Unified Video Decoder, що Video Coding Engine з ТІМС-ядром для прискорення відео, присутній на кристалах всіх продуктів, підтримується AMD Catalyst і безкоштовним драйвером графічного пристрою з відкритим вихідним кодом.

### Використання в майнінгу криптовалюти
У 2014 році графічні процесори Radeon R9 200 серії пропонували дуже конкурентоспроможну ціну для майнінгу криптовалюти. Це призвело до обмеженої пропозиції та величезного зростання цін на 164% порівняно зі стартом продаж у 4 кварталі 2013 року та 1 кварталі 2014 року. З 2 кварталу 2018 року доступність графічних процесорів AMD, а також ціни в більшості випадків повернулися до нормального рівня.

### Сумісність з CrossFire
Оскільки багато продуктів у асортименті є оновленими версіями продуктів Radeon HD, вони залишаються сумісні з оригінальними версіями при використанні в режимі CrossFire. Наприклад, Radeon HD 7770 і Radeon R7 250X використовують чіп «Cape Verde XT», тому мають ідентичні характеристики і працюватимуть у режимі CrossFire. Це є корисним варіантом оновлення для всіх, хто володіє наявною картою Radeon HD і має материнську плату, сумісну з CrossFire.

### Підтримка VSR
Починаючи з версії драйвера, кандидата на випуск  v14.501-141112a-177751E, офіційно названої Catalyst Omega, випуск драйвера AMD представив VSR на відеокартах серії R9 285 і R9 290. Ця функція дозволяє користувачам запускати ігри з більш високою якістю зображення, відтворюючи кадри з роздільною здатністю вище рідної. Кожен кадр потім зменшується до вихідної роздільної здатності. Цей процес є альтернативою суперсемплінгу, який підтримується не всіма іграми. Virtual super resolution подібна до Dynamic Super Resolution, функції, доступної на конкуруючих відеокартах nVidia, але замінює гнучкість для підвищення продуктивності. VSR може працювати з роздільною здатністю понад 2048 x 1536 при частоті оновлення 120 Гц або 3840 x 2400 при 60 Гц.

### OpenCL (API)
OpenCL прискорює багато наукових пакетів програмного забезпечення від процесора до фактора 10 або 100 і більше. OpenCL від 1.0 до 1.2 підтримуються для всіх мікросхем з Terascale і GCN. OpenCL 2.0 підтримується GCN 2-го покоління (або 1.2 і вище). Для OpenCL 2.1 та 2.2 необхідні лише оновлення драйверів із картами, що відповідають OpenCL 2.0. 

### Vulkan (API)
Vulkan 1.1 підтримується всіма відеокартами з архітектурою GCN з останніми драйверами для Linux та Windows. Vulkan 1.2 доступний для GCN 2-го покоління або вище з Windows Adrenalin 20.1 (і новіші) та Linux Mesa 20.0 (і новіші).

## Продукти

### Radeon R9 295X2
Radeon R9 295X2 був випущений 21 квітня 2014 року. Це карта з подвійним графічним процесором. Зразки для преси були відправлені в металевому футлярі. Це перша референсна карта, в якій використовується рідинний охолоджувач із замкнутим циклом. З обчислювальною потужністю 11,5 терафлопс R9 295X2 була найпотужнішою картою, орієнтованою на споживача з двома графічними процесорами, у світі, поки її не змінила Radeon Pro Duo 26 квітня 2016 року, яка, по суті, є комбінацією двох R9 Fury X. (Fiji XT) графічні процесори на одній карті. R9 295x2 має, по суті, два графічних процесора R9 290x (Hawaii XT), кожен із 4 ГБ GDDR5 VRAM.

### Radeon R9 290X

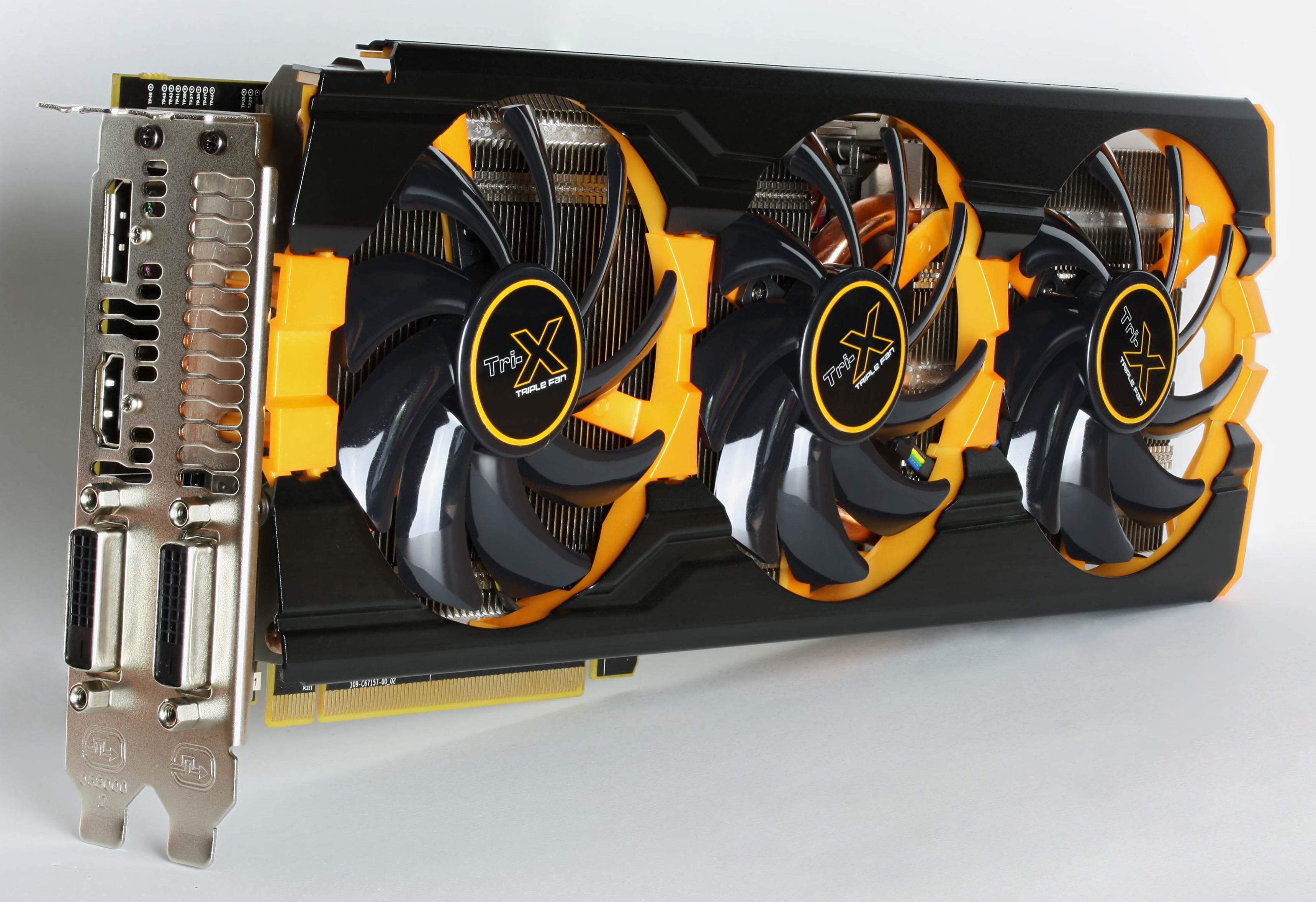
R9 290X від Sapphire

Radeon R9 290X під кодовою назвою «Hawaii XT» був випущений 24 жовтня 2013 року і має 2816 потокових процесорів, 176 текстурних, 64 блоків растирезації, 512-бітна шина, 44 CU (обчислювальні блоки) і 8 блоків ACE. Стартова ціна R9 290X становила 549 доларів.

### Radeon R9 290
Radeon R9 290 і R9 290X були анонсовані 25 вересня 2013 року. R9 290 заснований на чіпі AMD Hawaii Pro і R9 290X на Hawaii XT. R9 290 і R9 290X підтримуватимуть AMD TrueAudio, Mantle, Direct3D 11.2 і технологію Crossfire без мостів із використанням XDMA. Обмежений пакет попереднього замовлення «Battlefield 4 Edition» R9 290X, який включає Battlefield 4, був доступний 3 жовтня 2013 року, а кількість передзамовників становила 8 000. Стартова ціна R9 290 становила 399 доларів.

### Radeon R9 285
Radeon R9 285 було анонсовано 23 серпня 2014 року на святкуванні 30-річчя AMD і випущено 2 вересня 2014 року. Це була перша карта з мікроархітектурою AMD GCN 3 у вигляді графічного процесора серії Tonga.

### Radeon R9 280X
Radeon R9 280X було анонсовано 25 вересня 2013 року. З початковою ціною в 299 доларів, він заснований на чіпі Tahiti XTL, будучи дещо оновленим Radeon HD 7970 GHz Edition.

### Radeon R9 280
Radeon R9 280 було анонсовано 4 березня 2014 року. З початковою ціною, встановленою на рівні 279 доларів, він заснований на ребрендованій Radeon HD 7950 із дещо збільшеною тактовою частотою в прискоренні з 925 МГц до 933 МГц.

### Radeon R9 270X
Radeon R9 270X був анонсований 25 вересня 2013 року. З початковою ціною в 199 доларів, він заснований на чіпі Curaçao XT, який раніше називався Pitcairn. Передбачається, що він буде швидше, ніж Radeon HD 7870 GHz Edition. Стартова ціна Radeon R9 270 становить 179 доларів.

### Radeon R7 260X
Radeon R7 260X було анонсовано 25 вересня 2013 року. З початковою ціною в 139 доларів, він заснований на чіпі Bonaire XTX, швидшій ітерації Bonaire XT, на якій базується Radeon HD 7790. У стандартній комплектації він матиме 2 ГБ пам’яті GDDR5, а також вбудований аудіопроцесор TrueAudio на основі архітектури Tensilica HiFi EP. Стандартна карта оснащена тактовою частотою 1100 МГц. Він має 2 ГБ пам'яті GDDR5 з тактовою частотою 6,5 ГГц через 128-бітний інтерфейс. 260X споживає близько 115 Вт при типовому використанні.

### Radeon R7 250
Radeon R7 250 було анонсовано 25 вересня 2013 року. Його стартова ціна становить 89 доларів. Карта заснована на ядрі Oland з 384 ядрами GCN. 10 лютого 2014 року AMD оголосила про R7 250X, який заснований на графічному процесорі Cape Verde з 640 ядрами GCN і рекомендованою ціною в 99 доларів США.

## Модельний ряд

### Настільні моделі
| Модель (кодове ім'я)            | Дата виходу і ціна                      | Архітектура і техпроцес | Транзистори і площа ядра | Ядро           | Ядро          | Швидкість заповнення | Швидкість заповнення | GFLOPS      | GFLOPS     | Пам'ять            | Пам'ять     | Пам'ять        | Пам'ять                    | TBP (Вт)      | Інтерфейс вводу-виводу |
| Модель (кодове ім'я)            | Дата виходу і ціна                      | Архітектура і техпроцес | Транзистори і площа ядра | Конфігурація   | Частота (МГц) | ГТ/с                 | ГП/с                 | Одинарна    | Подвійна   | Тип і ширина       | Об'єм (МіБ) | Частота (МТ/с) | Пропускна здатність (Гб/с) | TBP (Вт)      | Інтерфейс вводу-виводу |
| ------------------------------- | --------------------------------------- | ----------------------- | ------------------------ | -------------- | ------------- | -------------------- | -------------------- | ----------- | ---------- | ------------------ | ----------- | -------------- | -------------------------- | ------------- | ---------------------- |
| Radeon R5 220 (Caicos Pro)      | 21 грудня 2013 OEM                      | TeraScale 2 40 нм       | 370×106 67 мм2           | 80:8:4         | 625 650       | 5                    | 2.5                  | 200         | Н/Д        | DDR3 64-біт        | 1024        | 1066           | 8.53                       | 18            | PCIe 2.1 ×16           |
| Radeon R5 230 (Caicos Pro)      | 3 квітня 2014 ?                         | TeraScale 2 40 нм       | 370×106 67 мм2           | 160:8:4        | 625           | 5                    | 2.5                  | 200         | Н/Д        | DDR3 64-біт        | 1024 2048   | 1066           | 8.53                       | 19            | PCIe 2.1 ×16           |
| Radeon R5 235 (Caicos XT)       | 21 грудня 2013 OEM                      | TeraScale 2 40 нм       | 370×106 67 мм2           | 160:8:4        | 775           | 6.2                  | 3.1                  | 248         | Н/Д        | DDR3 64-біт        | 1024        | 1800           | 14.4                       | 35            | PCIe 2.1 ×16           |
| Radeon R5 235X (Caicos XT)      | 21 грудня 2013 OEM                      | TeraScale 2 40 нм       | 370×106 67 мм2           | 160:8:4        | 875           | 7.0                  | 3.5                  | 280         | Н/Д        | DDR3 64-біт        | 1024        | 1800           | 14.4                       | 18            | PCIe 2.1 ×16           |
| Radeon R5 240 (Oland)           | 1 листопада 2013 OEM                    | GCN 1 28 нм             | 1040×106 90 мм2          | 384:24:8       | 730 780       | 14.6                 | 5.84                 | 560.6 599   | 29.2       | DDR3 GDDR3 64-біт  | 1024 2048   | 1800 2000      | 28.8 16.0                  | 30            | PCIe 3.0 ×8            |
| Radeon R7 240 (Oland Pro)       | 8 серпня 2013 US $69                    | GCN 1 28 нм             | 1040×106 90 мм2          | 320:20:8       | 730 780       | 14.6                 | 5.84                 | 467.2 499.2 | 29.2       | DDR3 GDDR5 128-біт | 2048 4096   | 1800 4500      | 28.8 72                    | 30 <45 (4 ГБ) | PCIe 3.0 ×8            |
| Radeon R7 250 (Oland XT)        | 8 серпня 2013 US $89                    | GCN 1 28 нм             | 1040×106 90 мм2          | 384:24:8       | 1000 (1050)   | 24                   | 8                    | 768 806.4   | 48         | DDR3 GDDR5 128-біт | 1024 2048   | 1800 4600      | 73.6                       | 75            | PCIe 3.0 ×8            |
| Radeon R7 250E (Cape Verde Pro) | 21 грудня 2013 US $109                  | GCN 1 28 нм             | 1500×106 123 мм2         | 512:32:16      | 800           | 25.6                 | 12.8                 | 819.2       | 51.2       | GDDR5 128-біт      | 1024 2048   | 4500           | 72                         | 55            | PCIe 3.0 ×16           |
| Radeon R7 250X (Cape Verde XT)  | 10 лютого 2014 US $99                   | GCN 1 28 нм             | 1500×106 123 мм2         | 640:40:16      | 1000          | 40                   | 16                   | 1280        | 80         | GDDR5 128-біт      | 1024 2048   | 4500           | 72                         | 95            | PCIe 3.0 ×16           |
| Radeon R7 260 (Bonaire)         | 17 грудня 2013 US $109                  | GCN 2 28 нм             | 2080×106 160 мм2         | 768:48:16      | 1000          | 48                   | 16                   | 1536        | 96         | GDDR5 128-біт      | 1024        | 6000           | 96                         | 95            | PCIe 3.0 ×16           |
| Radeon R7 260X (Bonaire XTX)    | 8 серпня 2013 US $139                   | GCN 2 28 нм             | 2080×106 160 мм2         | 896:56:16      | 1100          | 61.6                 | 17.6                 | 1971.2      | 123.2      | GDDR5 128-біт      | 1024 2048   | 6500           | 104                        | 115           | PCIe 3.0 ×16           |
| Radeon R7 265 (Pitcairn Pro)    | 13 лютого 2014 US $149                  | GCN 1st gen 28 нм       | 2800×106 212 мм2         | 1024:64:32     | 900 925       | 57.6                 | 28.8                 | 1843.2      | 115.2      | GDDR5 256-біт      | 2048        | 5600           | 179.2                      | 150           | PCIe 3.0 ×16           |
| Radeon R9 270 (Pitcairn XT)     | 13 листопада 2013 US $179               | GCN 1st gen 28 нм       | 2800×106 212 мм2         | 1280:80:32     | 900 925       | 72                   | 28.8                 | 2304 2368   | 144 148    | GDDR5 256-біт      | 2048        | 5600           | 179.2                      | 150           | PCIe 3.0 ×16           |
| Radeon R9 270X (Pitcairn XT)    | 8 серпня 2013 US $199                   | GCN 1st gen 28 нм       | 2800×106 212 мм2         | 1280:80:32     | 1000 1050     | 80                   | 32                   | 2560 2688   | 160 168    | GDDR5 256-біт      | 2048 4096   | 5600           | 179.2                      | 180           | PCIe 3.0 ×16           |
| Radeon R9 280 (Tahiti Pro)      | 4 березня 2014 US $249                  | GCN 1st gen 28 нм       | 4313×106 352 мм2         | 1792:112:32    | 827 933       | 92.6                 | 26.5                 | 2964 3343.9 | 741 836    | GDDR5 384-біт      | 3072        | 5000           | 240                        | 250           | PCIe 3.0 ×16           |
| Radeon R9 280X (Tahiti XTL)     | 8 серпня 2013 US $299                   | GCN 1st gen 28 нм       | 4313×106 352 мм2         | 2048:128:32    | 850 1000      | 109–128              | 27.2–32              | 3481.6 4096 | 870.4 1024 | GDDR5 384-біт      | 3072        | 6000           | 288                        | 250           | PCIe 3.0 ×16           |
| Radeon R9 285 (Tonga Pro)       | 2 вересня 2014 US $249                  | GCN 3 28 нм             | 5000×106 359 мм2         | 1792:112:32    | 918           | 102.8                | 29.4                 | 3290        | 206.6      | GDDR5 256-bit      | 2048        | 5500           | 176                        | 190           | PCIe 3.0 ×16           |
| Radeon R9 285X (Tonga XT)       | Unreleased                              | GCN 3 28 нм             | 5000×106 359 мм2         | 2048:128:32    | 1002          | 128.3                | 32.1                 | 4104        | 256.5      | GDDR5 384-біт      | 3072        | 5500           | 264                        | 200           | PCIe 3.0 ×16           |
| Radeon R9 290 (Hawaii Pro)      | 5 листопада 2013 US $399                | GCN 2 28 нм             | 6200×106 438 мм2         | 2560:160:64    | до 947        | 151.52               | 60.608               | 4848.6      | 606.1      | GDDR5 512-біт      | 4096        | 5000           | 320                        | 250           | PCIe 3.0 ×16           |
| Radeon R9 290X (Hawaii XT)      | 24 жовтня 2013 6 листопада 2014 US $549 | GCN 2 28 нм             | 6200×106 438 мм2         | 2816:176:64    | 1000          | 176                  | 64                   | 5632        | 704        | GDDR5 512-біт      | 4096 8192   | 5000           | 320                        | 250           | PCIe 3.0 ×16           |
| Radeon R9 295X2 (Vesuvius)      | 8 квітня 2014 US $1499                  | GCN 2 28 нм             | 2× 6200×106 2× 438 мм2   | 2× 2816:176:64 | 1018          | 358.33               | 130.3                | 11466.75    | 1433.34    | GDDR5 512-біт      | 2× 4096     | 5000           | 2× 320                     | 500           | PCIe 3.0 ×16           |

1. 1 2 3  Значення підсилене (якщо є) наведено під базовим значенням курсивом
2. ↑  Швидкість заповнення текстури розраховується як кількість блоків відображення текстури, помножена на базову (або прискорюючу) тактову частоту ядра.
3. ↑  Швидкість заповнення пікселів розраховується як кількість вихідних одиниць візуалізації, помножена на базову (або прискорюючу) тактову частоту ядра.
4. ↑  Точна продуктивність розраховується на основі базової (або розширеної) тактової частоти ядра на основі операції FMA.
5. ↑  Уніфіковані шейдери : Текстурні блоки : Блоки растеризації
6. ↑  R9 285 використовує стиснення кольорів без втрат, що може підвищити ефективність продуктивності пам’яті (відносно карт GCN 1st і 2nd покоління) у певних ситуаціях[39][41].
7. 1 2  Базова тактова частота R9 290 та R9 290X буде підтримуватися на частотах 947 МГц та 1000 МГц до досягнення 95 °C відповідно[44].

### Мобільні відеочипи
| Модель (кодове ім'я)          | Дата виходу   | Архітектура і техпроцес | Ядро           | Ядро          | Швидкість заповнення | Швидкість заповнення | GFLOPS      | Пам'ять       | Пам'ять     | Пам'ять       | Пам'ять                    | TDP (Вт) |
| Модель (кодове ім'я)          | Дата виходу   | Архітектура і техпроцес | Конфігурація   | Частота (МГц) | ГТ/с                 | ГП/с                 | GFLOPS      | Тип і ширина  | Об'єм (ГіБ) | Частота (МГц) | Пропускна здатність (Гб/с) | TDP (Вт) |
| ----------------------------- | ------------- | ----------------------- | -------------- | ------------- | -------------------- | -------------------- | ----------- | ------------- | ----------- | ------------- | -------------------------- | -------- |
| Radeon R5 M230 (Jet Pro)      | січня 2014    | GCN 1 (28 нм)           | 320:20:8:5     | 780 855       | 3.4                  | 17.1                 | 547         | DDR3 64-біт   | 2 4         | 1000          | 16                         | Невідомо |
| Radeon R5 M255 (Jet Pro)      | червня 2014   | GCN 1 (28 нм)           | 320:20:8:5     | 925 940       | 7.5                  | 18.8                 | 601         | DDR3 64-біт   | 2 4         | 1000          | 16                         | Невідомо |
| Radeon R7 M260 (Topaz)        | червня 2014   | GCN 1 (28 нм)           | 384:24:8:6     | 620 980       | 5.7 7.8              | 17.2 23.5            | 549.1 752.6 | DDR3 64-біт   | 2 4         | 1000          | 32 16                      | Невідомо |
| Radeon R7 M260X (Opal)        | червня 2014   | GCN 1 (28 нм)           | 384:24:8:6     | 620 715       | 5.7                  | 17.2                 | 549         | GDDR5 128-біт | 2 4         | 1000          | 64                         | Невідомо |
| Radeon R7 M265 (Opal XT)      | 1 травня 2014 | GCN 1 (28 нм)           | 384:24:8:6     | 725 825       | 6.6                  | 19.8                 | 633.6       | DDR3 64-біт   | 2 4         | 1000          | 16 32                      | Невідомо |
| Radeon R9 M265X (Venus Pro)   | 1 травня 2014 | GCN 1 (28 нм)           | 640:40:16:10   | 575 625       | 10                   | 25                   | 800         | GDDR5 128-біт | 2 4         | 1125          | 72                         | Невідомо |
| Radeon R9 M270X (Venus XT)    | 1 травня 2014 | GCN 1 (28 нм)           | 640:40:16:10   | 725 775       | 12.4                 | 31                   | 992         | GDDR5 128-біт | 2 4         | 1125          | 72                         | Невідомо |
| Radeon R9 M275X (Venus XTX)   | 1 травня 2014 | GCN 1 (28 нм)           | 640:40:16:10   | 900 925       | 14.8                 | 37                   | 1184        | GDDR5 128-біт | 2 4         | 1125          | 72                         | 50       |
| Radeon R9 M280X (Saturn XT)   | 9 лютого 2015 | GCN 2 (28 nm)           | 896:56:16:14   | 1000 1100     | 17.6                 | 61.6                 | 1792        | GDDR5 128-біт | 2 4         | 1500          | 96                         | ~75      |
| Radeon R9 M290X (Neptune XT)  | 1 травня 2014 | GCN 1 (28 нм)           | 1280:80:32:20  | 850 900       | 28.8                 | 72                   | 2176 2304   | GDDR5 256-біт | 4           | 1200          | 153.6                      | 100      |
| Radeon R9 M295X (Amethyst XT) | Листопад 2014 | GCN 3 (28 нм)           | 2048:128:32:32 | 750 800       | 25.6                 | 102.4                | 3276.8      | GDDR5 256-біт | 4           | 1375          | 176                        | 250      |

1. 1 2 3  Значення підсилене (якщо є) наведено під базовим значенням курсивом..
2. ↑  Швидкість заповнення текстури розраховується як кількість блоків відображення текстури, помножена на базову (або прискорюючу) тактову частоту ядра.
3. ↑  Швидкість заповнення пікселів розраховується як кількість вихідних одиниць візуалізації, помножена на базову (або прискорюючу) тактову частоту ядра.
4. ↑  Точна продуктивність розраховується на основі базової (або розширеної) тактової частоти ядра на основі операції FMA.
5. ↑  Уніфіковані шейдери : Текстурні блоки : Блоки растеризації

## Особливості розвитку серії Radeon
| Назва серії відеокарт             | Wonder            | Mach              | 3D Rage           | Rage Pro          | Rage 128          | R100              | R200                                    | R300                                    | R400                                    | R500                                    | R600                             | RV670                            | R700                             | Evergreen                          | Northern Islands                   | Southern Islands                 | Sea Islands                                                     | Volcanic Islands                                                | Arctic Islands/Polaris                                          | Vega                                                            | Navi                                  | Navi 2X                               |         |
| --------------------------------- | ----------------- | ----------------- | ----------------- | ----------------- | ----------------- | ----------------- | --------------------------------------- | --------------------------------------- | --------------------------------------- | --------------------------------------- | -------------------------------- | -------------------------------- | -------------------------------- | ---------------------------------- | ---------------------------------- | -------------------------------- | --------------------------------------------------------------- | --------------------------------------------------------------- | --------------------------------------------------------------- | --------------------------------------------------------------- | ------------------------------------- | ------------------------------------- | ------- |
| Дата виходу                       | 1986              | 1991              | 1996              | 1997              | 1998              | квітень 2000      | серпень 2001                            | вересень 2002                           | травень 2004                            | жовтень 2005                            | травень 2007                     | листопад 2007                    | липень 2008                      | вересень 2009                      | жовтень 2010                       | січень 2012                      | вересень 2013                                                   | червень 2015                                                    | червень 2016                                                    | червень 2017                                                    | липень 2019                           | листопад 2020                         |         |
| Маркетингова назва                | Wonder            | Mach              | 3D Rage           | Rage Pro          | Rage              | Radeon 7000       | Radeon 8000                             | Radeon 9000                             | Radeon X700/X800                        | Radeon X1000                            | Radeon HD 1000/2000              | Radeon HD 3000                   | Radeon HD 4000                   | Radeon HD 5000                     | Radeon HD 6000                     | Radeon HD 7000                   | Radeon Rx 200                                                   | Radeon Rx 300                                                   | Radeon RX 400/500                                               | Radeon RX Vega/Radeon VII (7 нм)                                | Radeon RX 5000                        | Radeon RX 6000                        |         |
| Підтримується AMD                 | Ended             | Ended             | Ended             | Ended             | Ended             | Ended             | Ended                                   | Ended                                   | Ended                                   | Ended                                   | Ended                            | Ended                            | Ended                            | Ended                              | Ended                              | Ended                            | Ended                                                           | Ended                                                           | Current                                                         | Current                                                         | Current                               | Current                               | Current |
| Вид графіки                       | 2D                | 2D                | 3D                | 3D                | 3D                | 3D                | 3D                                      | 3D                                      | 3D                                      | 3D                                      | 3D                               | 3D                               | 3D                               | 3D                                 | 3D                                 | 3D                               | 3D                                                              | 3D                                                              | 3D                                                              | 3D                                                              | 3D                                    | 3D                                    |         |
| Архітектура                       | Не розголошується | Не розголошується | Не розголошується | Не розголошується | Не розголошується | Не розголошується | Не розголошується                       | Не розголошується                       | Не розголошується                       | Не розголошується                       | TeraScale система команд         | TeraScale система команд         | TeraScale система команд         | TeraScale система команд           | TeraScale система команд           | GCN система команд               | GCN система команд                                              | GCN система команд                                              | GCN система команд                                              | GCN система команд                                              | RDNA система команд                   | RDNA система команд                   |         |
| Мікроархітектура                  | Не розголошується | Не розголошується | Не розголошується | Не розголошується | Не розголошується | Не розголошується | Не розголошується                       | Не розголошується                       | Не розголошується                       | Не розголошується                       | TeraScale 1                      | TeraScale 1                      | TeraScale 1                      | TeraScale 2 (VLIW5)                | TeraScale 3 (VLIW4)                | GCN 1st gen                      | GCN 2nd gen                                                     | GCN 3rd gen                                                     | GCN 4th gen                                                     | GCN 5th gen                                                     | RDNA                                  | RDNA 2                                |         |
| Тип                               | Fixed pipeline    | Fixed pipeline    | Fixed pipeline    | Fixed pipeline    | Fixed pipeline    | Fixed pipeline    | Програмовані конвеєри пікселів і вершин | Програмовані конвеєри пікселів і вершин | Програмовані конвеєри пікселів і вершин | Програмовані конвеєри пікселів і вершин | Уніфікована шейдерна архітектура | Уніфікована шейдерна архітектура | Уніфікована шейдерна архітектура | Уніфікована шейдерна архітектура   | Уніфікована шейдерна архітектура   | Уніфікована шейдерна архітектура | Уніфікована шейдерна архітектура                                | Уніфікована шейдерна архітектура                                | Уніфікована шейдерна архітектура                                | Уніфікована шейдерна архітектура                                | Уніфікована шейдерна архітектура      | Уніфікована шейдерна архітектура      |         |
| Direct3D                          | Н/Д               | Н/Д               | 5.0               | 6.0               | 6.0               | 7.0               | 8.1                                     | 9.0 11 (9_2)                            | 9.0b 11 (9_2)                           | 9.0c 11 (9_3)                           | 10.0 11 (10_0)                   | 10.1 11 (10_1)                   | 10.1 11 (10_1)                   | 11 (11_0)                          | 11 (11_0)                          | 11 (11_1) 12 (11_1)              | 11 (12_0) 12 (12_0)                                             | 11 (12_0) 12 (12_0)                                             | 11 (12_0) 12 (12_0)                                             | 11 (12_1) 12 (12_1)                                             | 11 (12_1) 12 (12_1)                   | 11 (12_1) 12 (12_2)                   |         |
| Shader model                      | Н/Д               | Н/Д               | Н/Д               | Н/Д               | Н/Д               | Н/Д               | 1.4                                     | 2.0+                                    | 2.0b                                    | 3.0                                     | 4.0                              | 4.1                              | 4.1                              | 5.0                                | 5.0                                | 5.1                              | 5.1 6.3                                                         | 5.1 6.3                                                         | 5.1 6.3                                                         | 6.4                                                             | 6.4                                   | 6.5                                   |         |
| OpenGL                            | Н/Д               | Н/Д               | Н/Д               | 1.1               | 1.2               | 1.3               | 1.3                                     | 2.1                                     | 2.1                                     | 2.1                                     | 3.3                              | 3.3                              | 3.3                              | 4.5 (на Linux: 4.5 (Mesa 3D 21.0)) | 4.5 (на Linux: 4.5 (Mesa 3D 21.0)) | 4.6 (на Linux: 4.6 (Mesa 20.0))  | 4.6 (на Linux: 4.6 (Mesa 20.0))                                 | 4.6 (на Linux: 4.6 (Mesa 20.0))                                 | 4.6 (на Linux: 4.6 (Mesa 20.0))                                 | 4.6 (на Linux: 4.6 (Mesa 20.0))                                 | 4.6 (на Linux: 4.6 (Mesa 20.0))       | 4.6 (на Linux: 4.6 (Mesa 20.0))       |         |
| Vulkan                            | Н/Д               | Н/Д               | Н/Д               | Н/Д               | Н/Д               | Н/Д               | Н/Д                                     | Н/Д                                     | Н/Д                                     | Н/Д                                     | Н/Д                              | Н/Д                              | Н/Д                              | Н/Д                                | Н/Д                                | 1.0 (Win 7+ або Mesa 17+)        | 1.2 (Adrenalin 20.1, Linux Mesa 20.0)                           | 1.2 (Adrenalin 20.1, Linux Mesa 20.0)                           | 1.2 (Adrenalin 20.1, Linux Mesa 20.0)                           | 1.2 (Adrenalin 20.1, Linux Mesa 20.0)                           | 1.2 (Adrenalin 20.1, Linux Mesa 20.0) | 1.2 (Adrenalin 20.1, Linux Mesa 20.0) |         |
| OpenCL                            | Н/Д               | Н/Д               | Н/Д               | Н/Д               | Н/Д               | Н/Д               | Н/Д                                     | Н/Д                                     | Н/Д                                     | Н/Д                                     | Close to Metal                   | Close to Metal                   | 1.1                              | 1.2                                | 1.2                                | 1.2                              | 2.0 (Adrenalin драйвер на Win7+) (1.2 на Linux, 2.1 з AMD ROCm) | 2.0 (Adrenalin драйвер на Win7+) (1.2 на Linux, 2.1 з AMD ROCm) | 2.0 (Adrenalin драйвер на Win7+) (1.2 на Linux, 2.1 з AMD ROCm) | 2.0 (Adrenalin драйвер на Win7+) (1.2 на Linux, 2.1 з AMD ROCm) | 2.0                                   | 2.1                                   |         |
| HSA / ROCm                        | Н/Д               | Н/Д               | Н/Д               | Н/Д               | Н/Д               | Н/Д               | Н/Д                                     | Н/Д                                     | Н/Д                                     | Н/Д                                     | Н/Д                              | Н/Д                              | Н/Д                              | Н/Д                                | Н/Д                                | Так                              | Так                                                             | Так                                                             | Так                                                             | Так                                                             | ?                                     | ?                                     |         |
| Декодування відео ASIC            | Н/Д               | Н/Д               | Н/Д               | Н/Д               | Н/Д               | Н/Д               | Н/Д                                     | Н/Д                                     | Н/Д                                     | Н/Д                                     | Avivo/UVD                        | UVD+                             | UVD 2                            | UVD 2.2                            | UVD 3                              | UVD 4                            | UVD 4.2                                                         | UVD 5.0 або 6.0                                                 | UVD 6.3                                                         | UVD 7                                                           | VCN 2.0                               | VCN 3.0                               |         |
| Кодування відео ASIC              | Н/Д               | Н/Д               | Н/Д               | Н/Д               | Н/Д               | Н/Д               | Н/Д                                     | Н/Д                                     | Н/Д                                     | Н/Д                                     | Н/Д                              | Н/Д                              | Н/Д                              | Н/Д                                | Н/Д                                | VCE 1.0                          | VCE 2.0                                                         | VCE 3.0 або 3.1                                                 | VCE 3.4                                                         | VCE 4.0                                                         | VCN 2.0                               | VCN 3.0                               |         |
| Fluid Motion ASIC                 | Ні                | Ні                | Ні                | Ні                | Ні                | Ні                | Ні                                      | Ні                                      | Ні                                      | Ні                                      | Ні                               | Ні                               | Ні                               | Ні                                 | Ні                                 | Ні                               | Так                                                             | Так                                                             | Так                                                             | Так                                                             | Ні                                    | Ні                                    |         |
| Power saving                      | ?                 | ?                 | ?                 | ?                 | ?                 | ?                 | ?                                       | ?                                       | ?                                       | ?                                       | PowerPlay                        | PowerPlay                        | PowerPlay                        | PowerPlay                          | PowerTune                          | PowerTune & ZeroCore Power       | PowerTune & ZeroCore Power                                      | PowerTune & ZeroCore Power                                      | PowerTune & ZeroCore Power                                      | PowerTune & ZeroCore Power                                      | ?                                     | ?                                     |         |
| TrueAudio                         | Н/Д               | Н/Д               | Н/Д               | Н/Д               | Н/Д               | Н/Д               | Н/Д                                     | Н/Д                                     | Н/Д                                     | Н/Д                                     | Н/Д                              | Н/Д                              | Н/Д                              | Н/Д                                | Н/Д                                | Н/Д                              | Через виділений ЦОС                                             | Через виділений ЦОС                                             | Через шейдери                                                   | Через шейдери                                                   | Через шейдери                         | ?                                     |         |
| FreeSync                          | Н/Д               | Н/Д               | Н/Д               | Н/Д               | Н/Д               | Н/Д               | Н/Д                                     | Н/Д                                     | Н/Д                                     | Н/Д                                     | Н/Д                              | Н/Д                              | Н/Д                              | Н/Д                                | Н/Д                                | Н/Д                              | 1 2                                                             | 1 2                                                             | 1 2                                                             | 1 2                                                             | 1 2                                   | 1 2                                   |         |
| HDCP                              | ?                 | ?                 | ?                 | ?                 | ?                 | ?                 | ?                                       | ?                                       | ?                                       | ?                                       | ?                                | ?                                | ?                                | ?                                  | ?                                  | ?                                | 1.4                                                             | 1.4                                                             | 1.4 2.2                                                         | 1.4 2.2                                                         | 1.4 2.2 2.3                           | ?                                     |         |
| PlayReady                         | Н/Д               | Н/Д               | Н/Д               | Н/Д               | Н/Д               | Н/Д               | Н/Д                                     | Н/Д                                     | Н/Д                                     | Н/Д                                     | Н/Д                              | Н/Д                              | Н/Д                              | Н/Д                                | Н/Д                                | Н/Д                              | Н/Д                                                             | Н/Д                                                             | 3.0                                                             | Ні                                                              | 3.0                                   | ?                                     |         |
| Підтримка екранів                 |                   |                   |                   |                   |                   | 1–2               | 2                                       | 2                                       | 2                                       | 2                                       | 2                                | 2                                | 2                                | 2–6                                | 2–6                                | 2–6                              | 2–6                                                             | 2–6                                                             | 2–6                                                             | 2–6                                                             | ?                                     | ?                                     |         |
| Макс. роздільна здатність дисплея | ?                 | ?                 | ?                 | ?                 | ?                 | ?                 | ?                                       | ?                                       | ?                                       | ?                                       | ?                                | ?                                | ?                                | 2–6 × 2560×1600                    | 2–6 × 2560×1600                    | 2–6 × 4096×2160 @ 60 Гц          | 2–6 × 4096×2160 @ 60 Гц                                         | 2–6 × 4096×2160 @ 60 Гц                                         | 2–6 × 5120×2880 @ 60 Гц                                         | 3 × 7680×4320 @ 60 Гц                                           | 7680×4320 @ 60 Гц PowerColor          | 7680×4320 @ 60 Гц PowerColor          |         |
| /drm/radeon                       |                   |                   |                   |                   |                   | Так               | Так                                     | Так                                     | Так                                     | Так                                     | Так                              | Так                              | Так                              | Так                                | Так                                | Так                              | Так                                                             | Н/Д                                                             | Н/Д                                                             | Н/Д                                                             | Н/Д                                   | Н/Д                                   |         |
| /drm/amdgpu h                     | Н/Д               | Н/Д               | Н/Д               | Н/Д               | Н/Д               | Н/Д               | Н/Д                                     | Н/Д                                     | Н/Д                                     | Н/Д                                     | Н/Д                              | Н/Д                              | Н/Д                              | Н/Д                                | Н/Д                                | Н/Д                              | Н/Д                                                             | Так                                                             | Так                                                             | Так                                                             | Так                                   | Так                                   | Так     |

1. ↑  The Radeon 100 Series has programmable pixel shaders, but do not fully comply with DirectX 8 or Pixel Shader 1.0. See article on R100's pixel shaders.
2. ↑  R300, R400 and R500 based cards do not fully comply with OpenGL 2+ as the hardware does not support all types of non-power of two (NPOT) textures.
3. ↑  OpenGL 4+ compliance requires supporting FP64 shaders and these are emulated on some TeraScale chips using 32-bit hardware.
4. 1 2 3  The UVD and VCE were replaced by the Video Core Next (VCN) ASIC in the Raven Ridge APU implementation of Vega.
5. ↑  Video processing ASIC for video frame rate interpolation technique. In Windows it works as a DirectShow filter in your player. In Linux, there is no support on the part of drivers and / or community.
6. 1 2  To play protected video content, it also requires card, operating system, driver, and application support. A compatible HDCP display is also needed for this. HDCP is mandatory for the output of certain audio formats, placing additional constraints on the multimedia setup.
7. ↑  More displays may be supported with native DisplayPort connections, or splitting the maximum resolution between multiple monitors with active converters.
8. ↑  DRM (Direct Rendering Manager) is a component of the Linux kernel. Support in this table refers to the most current version.

## Драйвери

### Пропрієтарний драйвер AND Catalyst
AMD Catalyst розроблявся для Microsoft Windows і Linux. Станом на липень 2014 року інші операційні системи офіційно не підтримуються. Для бренду AMD FirePro, який базується на ідентичному обладнанні, існують драйвери графічних пристроїв, сертифіковані OpenGL. 
AMD Catalyst підтримує всі функції, рекламовані для бренду Radeon.

### Безкоштовний драйвер з відкритим кодом для Radeon
Безкоштовні драйвери з відкритим вихідним кодом в основному розроблені для Linux, але також були перенесені на інші операційні системи. Кожен драйвер складається з п'яти частин:
1. DRM компонент ядра Linux
2. Драйвер KMS компонента ядра Linux: в основному драйвер пристрою для контролера дисплея
3. компонент користувацького простору libDRM
4. компонент простору користувача в Mesa 3D;
5. спеціальний і чіткий драйвер 2D графічного пристрою для сервера X.Org, який, буде замінено на Glamor

Безкоштовний графічний драйвер Radeon з відкритим вихідним кодом підтримує більшість функцій, реалізованих у лінійці графічних процесорів Radeon. На відміну від проекту Nouveau для відеокарт Nvidia, безкоштовні драйвери графічних пристроїв Radeon з відкритим вихідним кодом не спроектовані, а засновані на документації, опублікованій AMD.